# بوليط صيفي
بوليط صيفي (الاسم العلمي:Boletus aestivalis) هو نوع الفطريات يتبع جنس البوليط من الفصيلة البوليطية.